# 土佐山田町
土佐山田町（とさやまだちょう）は高知県香美郡にあった町。同郡香北町、物部村と2006年3月1日に合併し香美市となった。

## 地理
町は県の中東部、高知市の東方18kmの高知平野の北東部にあった。南西部が高知平野にあたるが、その他は山林となっており全体の70%を占めていた。
- 山: 茂ノ森 (1135m)、国見山 (1085m)
- 河川: 物部川、穴内川、国分川
- ダム: 穴内川ダム、杉田ダム

### 隣接していた自治体
- 高知県
  - 南国市
  - 香美郡野市町
  - 香美郡香我美町
  - 香美郡香北町
  - 長岡郡大豊町
  - 長岡郡本山町

## 沿革・歴史
- 1954年9月1日 - 香美郡山田町、新改村、大楠植村、佐岡村、明治村、片地村の6町村が合併し、土佐山田町が発足。
- 1972年7月5日 - 昭和47年7月豪雨により繁藤災害が発生。二次災害分も含め死者60人[1][2]。
- 2006年3月1日 - 香北町、物部村と合併し、市制施行して香美市となり消滅。

## 行政
- 町長:門脇槇夫（1998年9月12日から廃止まで、2期）

## 産業

### 主な産業
- 打刃物（土佐打刃物）
- フラフ（端午の節句の幟旗）

## 姉妹都市・提携都市

### 国内
- あわら市（福井県）姉妹都市提携
- 三国町（福井県）　姉妹都市提携

### 海外
- ラーゴ市（アメリカ合衆国 フロリダ州）
  - 1969年7月11日姉妹都市提携

## 教育

### 小学校
- 土佐山田町立香長小学校
- 土佐山田町立片地小学校
- 土佐山田町立楠目小学校
- 土佐山田町立佐岡小学校
- 土佐山田町立繁藤小学校
- 土佐山田町立平山小学校（休校）
- 土佐山田町立舟入小学校
- 土佐山田町立山田小学校

### 中学校
- 土佐山田町立鏡野中学校
- 土佐山田町立繁藤中学校

### 高校
- 高知県立山田高等学校（定時制併設）

### 大学・短大
- 高知工科大学

## 交通

### 空港
- 最寄りの空港:高知龍馬空港（南国市）

### 鉄道路線
四国旅客鉄道（JR四国）土讃線:繁藤駅 - 新改駅 - 土佐山田駅 - 山田西町駅
- 中心となる駅：土佐山田駅

### 道路
- 町内を走る高速道路:高知自動車道
最寄りのインターチェンジ：高知自動車道南国インターチェンジ（南国市）
- 町内を走る一般国道：国道32号、国道195号
- 町内を走る県道：高知県道

## 名所・旧跡・観光スポット・祭事・催事
- 龍河洞（鍾乳洞）
- 野中神社
- 谷秦山墓所
- 繁藤駅
- 山田城 (土佐国)：市指定史跡。

## 土佐山田町出身の有名人
- 谷秦山（幕末の朱子学者）
- 倉橋由美子（作家）
- 山本忠興（工学博士、元・早稲田大学理工学部教授）
- はらたいら（漫画家）
- 江本孟紀（プロ野球選手・野球解説者・政治家。土佐山田町は出生地、育ちは高知市）
- 藤川賢一（シンガーソングライター）
- 山崎一夫（ギャンブルライター）